# Evangelina Bottero
Evangelina Bottero Pagano (Acqui Terme, 29 maggio 1859 – Roma, 13 novembre 1950) è stata un'insegnante e divulgatrice scientifica italiana.
Divenne nota per essere stata, con Carolina Magistrelli, una delle prime due donne laureate (1881) in Scienze nel Regno d'Italia e per avere pubblicato (1883) uno dei primi testi tecnico-divulgativi sul telefono in Italia.

## Biografia
Dopo avere frequentato la Scuola normale a Firenze, dove conobbe Carolina Magistrelli che fu poi sua compagna di studi e di insegnamento per molti anni, riuscì ad essere ammessa nel 1880 al secondo anno della Facoltà di Scienze fisiche, matematiche e naturali dell'Università La Sapienza di Roma, dove si laureò nel 1881. L'anno seguente fu assunta presso l'Istituto Superiore di Magistero femminile di Roma, istituzione fondata nel 1882 dal Ministro Guido Baccelli, con due sole sedi a Roma e a Firenze. Evangelina Bottero diverrà professore ordinario presso il Magistero romano nel 1890 e, fino al 1922, vi insegnerà fisica e chimica. In seguito alla riforma del Magistero messa a punto da Giovanni Gentile nel 1922, che soppresse la cattedra di fisica e rese retroattive le norme per il reclutamento dei docenti, scelse di andare in pensione anticipatamente.
Fece parte fin dalla fondazione, nel 1897, della Società italiana di Fisica; nel 1898 era l'unica donna a farne parte.

## Scritti principali

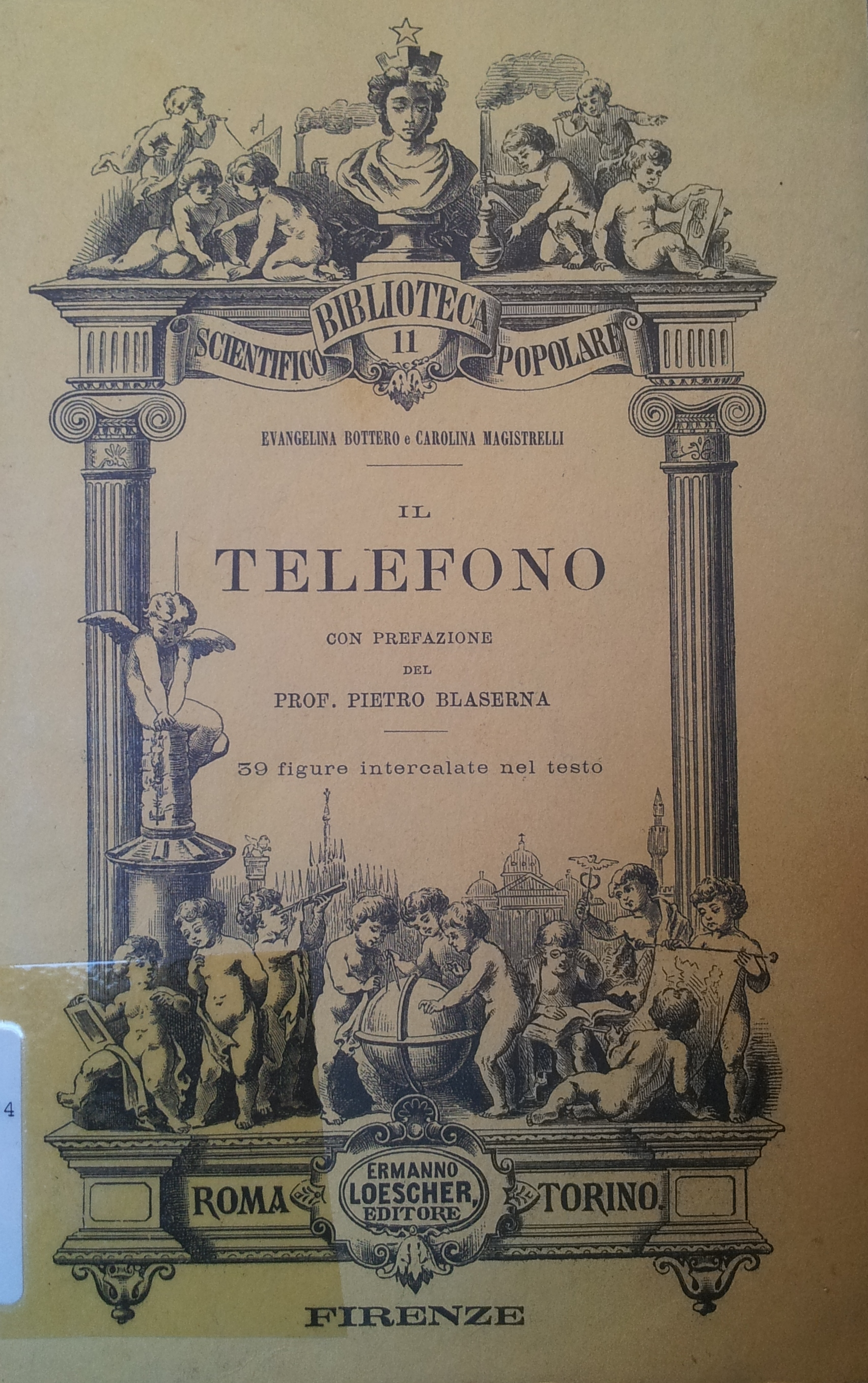
Copertina del libro di Evangelina Bottero e Carolina Magistrelli, Il telefono (1883)

- (con Carolina Magistrelli) Il telefono. Con prefazione del prof. Pietro Blaserna,  Loescher, Torino 1883, pp. 110